# Jeršiče
Jeršiče je mesto na nadmorski višini 813,3 m n. v. v Občini Cerknica. Naselje šteje 18 prebivalcev. Skozi Jeršiče pelje tudi znana evropska pešpot E7 katera povezuje vzhod in zahod države.